# GSTOOL
Das GSTOOL des Bundesamtes für Sicherheit in der Informationstechnik (BSI) war eine datenbankbasierte Softwareanwendung zur Erstellung von Sicherheitskonzepten nach der Vorgehensweise des IT-Grundschutzes. Das GSTOOL erschien 1998, vier Jahre nach der Veröffentlichung des IT-Grundschutzhandbuches. Der Bezug war für öffentliche Einrichtungen (unmittelbare Bundes-, Landes- und Kommunalverwaltung) kostenlos. Ende 2016 wurde der Support für das Tool eingestellt.

## Historie
Die Version 2.0 wurde von CSC Ploenzke erstellt. Die Versionen 1.0 und 2.0 waren Java-Anwendungen. Als Datenbanksystem kam das relationale Datenbanksystem InterBase von Borland zum Einsatz.
Die Versionen 3.0 bis 4.7 des GSTOOLs wurden von Sopra Steria Consulting im Auftrag und Namen des BSI entwickelt. Diese Versionen wurden mit den Programmiersprachen Visual Basic Classic 6.0 und Visual C++ entwickelt. Das GSTOOL wurde ab der Version 3.0 mit dem Microsoft SQL Server ausgeliefert.
Die Entwicklung der Version 4.1 (erschienen Mai 2007) wurde durch Bayer Business Services und das Zentrum für Informationsverarbeitung und Informationstechnik (ZIVIT) unterstützt. Die im Februar 2008 veröffentlichte Version 4.5 beinhaltete als wesentliche Erweiterung den BSI-Standard 100-3 (Risikoanalyse auf der Basis des IT-Grundschutzes). Durch die Hochschule Niederrhein wurde die Entwicklung der Version 4.6 unterstützt. Die Version 4.7 wurde erneut durch das ZIVIT unterstützt.
Mit der Neuentwicklung des GSTOOL 5.0 wurde im Dezember 2008 das Unternehmen Persicon labs GmbH beauftragt. Die neue Version sollte als Webclient vor allem plattformunabhängig eingesetzt werden können. Das ursprünglich geplante Erscheinungsjahr war 2010. Das BSI nannte auf dem IT-Grundschutztag im Oktober 2011 den 1. April 2012 als Erscheinungsdatum der finalen Version. Nachdem das BSI auf dem 4. IT-Grundschutztag 2012 auf der it-sa in Nürnberg verkündete, dass das GSTOOL 5.0 wegen schwerwiegender Mängel an den Hersteller zur Nachbesserung zurückgegeben wurde, konnten die Qualitätsanforderungen des BSI zum 1. IT-Grundschutztag 2013 nicht erfüllt werden. Daher wurde die Veröffentlichung der Version 5.0 auf unbestimmte Zeit verschoben.
Aufgrund mangelnder Wirtschaftlichkeit wurde die Weiterentwicklung des GSTOOLs eingestellt. Die Version 4.x wurde bis zum 31. Dezember 2014 vertrieben, eine Support-Unterstützung wurde bis Ende 2016 gegeben.

## Leistungsmerkmale

### Fachlich
- Unterstützung folgender BSI-Standards:
  - BSI-Standard 100-1: Managementsysteme für Informationssicherheit
  - BSI-Standard 100-2: IT-Grundschutz-Vorgehensweise
  - BSI-Standard 100-3: Risikoanalyse auf der Basis von IT-Grundschutz
- Erfassung von Zielobjekten (IT-Systemen, Anwendungen, Netzen usw.) für Strukturanalyse
- Erfassen zusätzlicher Informationen zu Zielobjekten
- Modellierung und Schichtenmodell nach IT-Grundschutz
- ISO/IEC-27001-Zertifikat auf der Basis von IT-Grundschutz
- Schutzbedarfsfeststellung
- Berichterstellung
- Auswertung der Kostenschätzungen in Berichten
- Revisionsunterstützung
- Versionierung benutzerdefinierter Metadaten (Bausteine, Maßnahmen und Gefährdungen)
- Verwaltung mehrerer voneinander unabhängiger Arbeitsbereiche

### Technisch
- Verwaltung mehrerer Sicherheitskonzepte in einem Tool
- Netzwerkfähigkeit
- Mehrbenutzerfähigkeit durch Rechte- und Rollenkonzept
- Zweisprachigkeit: deutsch/englisch (mit der Möglichkeit, auch andere Sprachversionen einzubinden)
- Historienführung auf Feldebene
- Einfaches Update der Metadatenbasis über das Internet
- Importfunktion für Datenbestände aus der Vorversion
- Export von Teilarbeitsbereichen bei nicht vorhandener Netzwerkverbindung
- Berichtsfunktion durch ca. 50 vordefinierte Berichte
- Verschlüsselung von benutzerspezifischen Daten für Exporte (Dateiverschlüsselung)

## Wegfall der Verschlüsselung
Die bis zur Version 4.7 enthaltene Verschlüsselungsfunktion auf Basis von Chiasmus wurde in Version 4.8 entfernt, da sie gebrochen wurde. Das BSI rät von der Verwendung ab. Trotzdem wurde Sicherheitsforschern mit juristischen Konsequenzen gedroht, falls sie Details zu der Sicherheitslücke veröffentlichen würden, da diese laut BSI nur mittels Reverse Engineering entdeckt werden konnte und dies damit eine Urheberrechtsverletzung darstelle.

## Supportende
Ende 2016 wurde der Support vom Bundesamt für Sicherheit in der Informationstechnik eingestellt. Der Vertrieb war schon 2014 eingestellt worden. Die Entscheidung dafür wurde aus wirtschaftlichen Gründen getroffen. Die Einstellung des Supports sorgte bei IT-Sicherheitsverantwortlichen für Aufsehen, während das Bundesamt für Sicherheit in der Informationstechnik auf alternative Tools von anderen Herstellern verwies, die die Daten des GSTOOLs übernehmen könnten. Eigentlich war ursprünglich eine aktualisierte Version GSTOOL 5.0 geplant. Eine Neuerung in dieser Version wäre gewesen, ein Datenschutz-Verfahrensverzeichnis direkt im Tool führen zu können. Das GSTOOL galt nach Einführung des Betriebssystems Windows 10 technisch veraltet, war aber prinzipiell noch ausführbar und in gewohntem Umfang nutzbar. Auf Fehler, Inkompatibilitäten und Sicherheitslücken kann seit Supportende jedoch nicht mehr reagiert werden. Zudem werden die aktuellen Standards des Bundesamtes für Sicherheit in der Informationstechnik nicht mehr abgebildet.